# Mont Scopus
Cette page contient des caractères spéciaux ou non latins. S’ils s’affichent mal (▯, ?, etc.), consultez la page d’aide Unicode.
Le mont Scopus (en hébreu : הַר הַצּוֹפִים, Har HaTsofim ; en arabe : جبل المشارف, Ǧabal al-Mašārif, ou جبل المشهد, Ǧabal al-Mašhad) est une montagne de Jérusalem située au nord-est de la vieille ville. Ce mont est connu pour son panorama avantageux sur la cité qui a également constitué un intérêt stratégique par le passé.
Contrairement au reste de la partie orientale de Jérusalem, le mont Scopus est israélien depuis la guerre israélo-arabe de 1948. La souveraineté d'Israël sur le mont Scopus (enclavé dans la Cisjordanie contrôlé par la Jordanie jusqu'en 1967 et occupée depuis par Israël) est donc internationalement reconnue. Il est inclus dans les limites officielles que les Israéliens attribuent à la ville.
Lieux remarquables :
- l'université hébraïque de Jérusalem ;
- le jardin botanique national d'Israël ;
- le centre médical Hadassah ;
- un Conservatoire de musique et d'études universitaires ;
- la Direction nationale de la police israélienne ;
- la tombe de Nicanor ;
- l'École des beaux-arts de Bezalel ;
- le cimetière de guerre britannique ;
- Tabachnik Jardin National ;
- Cimetière Jérusalem American Colony ;
- Cimetière Bentwich ;
- Colline des Munitions.